# Salah El Saadany
Salah El Saadany (23 de octubre de 1943-19 de abril de 2024) fue un actor egipcio. Actuó o dirigió alrededor de 35 obras de teatro, 45 series de televisión y más de 70 películas a lo largo de su vida.
Era hermano del escritor egipcio Mahmoud El Saadany. Se graduó en la Universidad de El Cairo.
Su hijo es actor egipcio Ahmed El Saadany.

## Filmografía

### Películas
- La Tierra (1969)
- El Sexto Día (1986)[3]